# 17128 Stephyoshida
17128 Stephyoshida è un asteroide della fascia principale. Scoperto nel 1999, presenta un'orbita caratterizzata da un semiasse maggiore pari a 2,535968 UA e da un'eccentricità di 0,141387, inclinata di 11,893431° rispetto all'eclittica. Ha un diametro di 5,555 km.